# Gran Albània

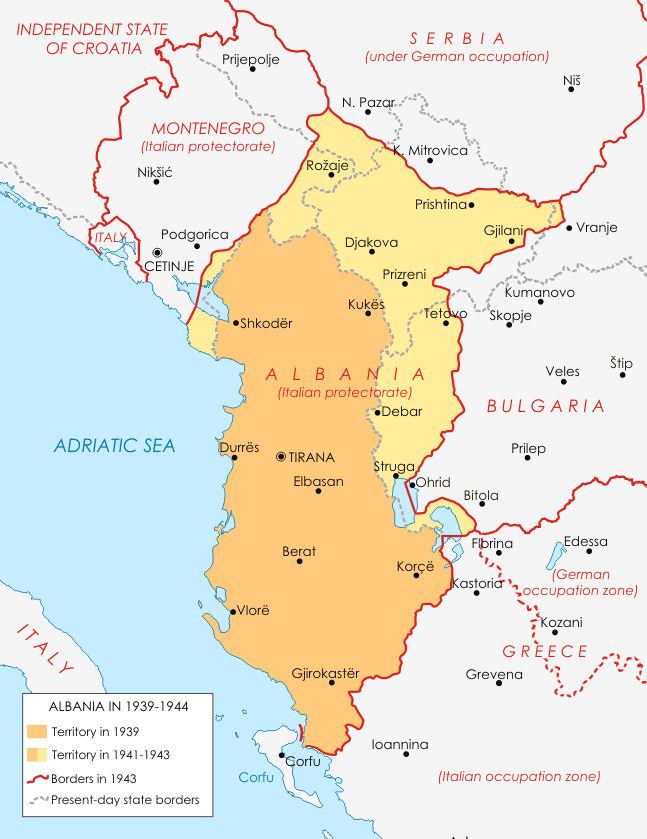
Mapa aproximat de la Gran Albània

El terme Gran Albània es refereix als territoris que es troben més enllà de les fronteres de l'actual Albània i que els nacionalistes albanesos reclamen com a pròpies. Aquestes exigències s'estenen a regions del nord de Grècia, Macedònia del Nord, Montenegro, Sèrbia i Kosovo. A tots els territoris, a excepció de la regió grega de l'Epir, existeix una minoria albanesa força important.